# Illats
Illats é uma comuna francesa na região administrativa da Nova Aquitânia, no departamento da Gironda. Estende-se por uma área de 29,24 km². Em 2010 a comuna tinha 1 413 habitantes (densidade: 48,3 hab./km²).
Foi fundada no século XI.